# Pliocercus wilmarai
Espèce
Statut de conservation UICN

 DD  : Données insuffisantes
Pliocercus wilmarai  est une espèce de serpents de la famille des Colubridae.

## Répartition
Cette espèce est endémique du Veracruz au Mexique. Elle se rencontre dans la région de Los Tuxtlas entre 700 et 1 000 m d'altitude.

## Étymologie
Cette espèce est nommée en l'honneur de William P. Mara (1966-).

## Publication originale
- Smith, Pérez-Higareda & Chiszar, 1996 : Observations on the snake genus Pliocercus, 2. The endemic species of Los Tuxtlas, Veracruz, Mexico. Bulletin of the Maryland Herpetological Society, vol. 32, n. 2, p. 75-79.